# High and Mighty
Pour l’article homonyme, voir The High and Mighty.
Albums de Gov't Mule
Déjà Voodoo
(2004) Mighty High
(2007)
High and Mighty est le dixième album du groupe de Southern rock américain Gov't Mule. Il est sorti le 22 août 2006 chez ATO Records et a été produit par Gordie Johnson et Warren Haynes.
La première édition américaine, lorsqu'elle était achetée en précommande, était accompagnée d'un disque supplémentaire : Muleorleans[réf. nécessaire].

## Liste des titres
Toutes les chansons sont écrites et composées par Warren Haynes.
| No  | Titre                        | Durée |
| --- | ---------------------------- | ----- |
| 1.  | Mr.Hight and Mighty          | 5:33  |
| 2.  | Brand New Angel              | 6:53  |
| 3.  | So Weak, So Strong           | 5:08  |
| 4.  | Streamline Woman             | 4:06  |
| 5.  | Child of the Earth           | 5:45  |
| 6.  | Like Flies                   | 4:37  |
| 7.  | Unring the Bell              | 8:05  |
| 8.  | Nothing Again                | 6:55  |
| 9.  | Million Miles from Yesterday | 3:43  |
| 10. | Brighter Days                | 6:33  |
| 11. | Endless Parade               | 8:58  |
| 12. | 3 String George              | 5:39  |

## Membres du groupe
- Warren Haynes : chant, guitares.
- Matt Abts (en) : batterie, percussions.
- Andy Hess : basse.
- Danny Louis : claviers, guitare, trompette, chœurs.

### Chroniques
- (en) SP, « Gov't Mule : High and Mighty - Reviews spotlights - Albums », Billboard, 26 août 2006 (consulté le 11 août 2019)
- (en) Matt Price, « Gov't Mule : High & Mighty [ato] - Music Reviews », sur pastemagazine.com, Paste (magazine), 1er octobre 2006 (consulté le 11 août 2019)